# Вильгельм Адольф Брауншвейг-Вольфенбюттельский
Вильгельм Адольф Брауншвейг-Вольфенбюттельский (18 мая 1745, Вольфенбюттель — 24 августа 1770, под Очаковым, Россия) — немецкий аристократ, военачальник, писатель и библиофил; недолгое время — генерал-поручик (генерал-лейтенант) русской службы.

## Биография
Вильгельм Адольф был шестым сыном герцога Карла I Брауншвейгского и его жены, принцессы Филиппины Шарлотты Прусской. Он получил хорошее образование. Среди его учителей, среди прочего, были известные в то время литераторы, Иоганн Арнольд Эберт, Юст Фридрих Вильгельм Цахариэ и Карл Кристиан Гёртнер. Благодаря им принц заинтересовался литературой и изящными искусствами, а в дальнейшем и математикой.
Он начал свою военную карьеру в 1761 году в качестве командира роты и подполковника в Лейб-гвардии пехотном полку в Брауншвейге, после чего, в октябре 1763 года, поступил на службу в прусскую армию вместе со своим братом Фридрихом Августом, и получил там звание полковника. В качестве командира роты 39-го пехотного полка он переехал во дворец Сан-Суси, где его дядя, Фридрих II, способствовал продолжению его образования. В это время принц Вильгельма написал «Мексикаду» — поэму на французском языке об испанском завоевании Мексики. Принц также написал трактат о военном искусстве.
Во время своего пребывания в Кёнигсберге он обучался высшей математике у профессора Иоганна Христиана Людвига Гельвига. В 1769 году Вильгельм Адольф впал в немилость у прусского кронпринца Фридриха Вильгельма (будущего короля Фридриха Вильгельма II), потому что в супружеском споре между ним и его женой Елизаветой Брауншвейгской встал на сторону своей сестры.
15 июня 1770 года принц Адольф отправился в Каменец, где получил чин прусского генерал-майора, а в конце июня вступил добровольцем в русскую армию в чине генерал-поручика. В составе армии графа Румянцева принц принял участие в сражениях при Ларге 7 (18) июля 1770 года  и Кагуле 21 июля (1 августа) 1770 года. Граф Румянцев доносил императрице: 

Его светлость принц Брауншвейгский, находящийся при армии вашего императорского величества волонтером, весьма усердствовал успеху нашему и везде в огне был между первыми и храбрыми... презирал всю опасность, оказывая добрую свою волю к пользе нашей, в чем его примеру подражали и прочие чужестранные, при армии вашего императорского величества пребывающие.
Скончался от желудочной инфекции в военном лагере неподалёку от Очакова. Его спутник, математик Гельвиг, отвёз тело принца в Брауншвейг, где оно было погребено 12 декабря 1770 года в наследственном захоронении герцогов в Брауншвегйском соборе.
У Вильгельма Адольфа была обширная библиотека, из которой около 2300 томов были переданы в Библиотеку герцога Августа в Вольфенбюттеле. Принц отдавал предпочтение английской и французской литературе, а также современным ему произведениям о своём дяде Фридрихе Великом. Эпистолярное наследие Вильгельма Адольфа находится в архиве федеральной земли Тюрингия в Веймаре.